# تپه خورشید موالی
تپه خورشید موالی در ۲۰۰ متری شمال گیلانغرب واقع شده و این اثر در تاریخ ۲۷ اسفند ۱۳۸۶ با شمارهٔ ثبت ۲۲۵۰۰ به‌عنوان یکی از آثار ملی ایران به ثبت رسیده است.